# Trumann (Arkansas)
Trumann es una ciudad ubicada en el condado de Poinsett en el estado estadounidense de Arkansas. En el Censo de 2010 tenía una población de 7243 habitantes y una densidad poblacional de 557,63 personas por km².

## Geografía
Trumann se encuentra ubicada en las coordenadas 35°40′35″N 90°31′23″O / 35.67639, -90.52306. Según la Oficina del Censo de los Estados Unidos, Trumann tiene una superficie total de 12.99 km², de la cual 12.99 km² corresponden a tierra firme y (0%) 0 km² es agua.

## Demografía
Según el censo de 2010, había 7243 personas residiendo en Trumann. La densidad de población era de 557,63 hab./km². De los 7243 habitantes, Trumann estaba compuesto por el 90.29% blancos, el 6.74% eran afroamericanos, el 0.39% eran amerindios, el 0.32% eran asiáticos, el 0% eran isleños del Pacífico, el 1.16% eran de otras razas y el 1.1% pertenecían a dos o más razas. Del total de la población el 2.68% eran hispanos o latinos de cualquier raza.